# Монкур, Бобби
Роберт Монкур (англ. Robert Moncur; род. 19 января 1945, Перт, Шотландия) — шотландский футболист, защитник.

## Клубная карьера
Во взрослом футболе Монкур дебютировал в 1962 выступлениями в составе команды «Ньюкасл Юнайтед», в которой провел двенадцать сезонов, приняв участие в 296 матчах. В 1969 году стал обладателем Кубка ярмарок.
В 1974—1976 годах выступал за «Сандерленд». Завершил карьеру футболиста в 1977 году в клубе «Карлайл Юнайтед», в котором играл с 1976 года.

## Карьера в сборной
В 1968 году дебютировал в официальных матчах в составе национальной сборной Шотландии.
Всего в течение карьеры в сборной провёл в её составе 16 матчей.

## Тренерская карьера
Начал тренерскую карьеру, в 1976 году, став игроком-тренером команды «Карлайл Юнайтед».
В 1980 году стал главным тренером команды «Харт оф Мидлотиан», которую тренировал на протяжении года.
В период с 1981 по 1983 год возглавлял команду «Плимут Аргайл». Завершил тренерскую карьеру в клубе «Хартлпул Юнайтед», главным тренером которого Монкур был в 1988—1989 годах.